# Gorąca ciemna materia
Gorąca ciemna materia – rodzaj ciemnej materii. Składa się z cząstek poruszających się z prędkościami relatywistycznymi. Kandydatem na gorącą ciemną materię są neutrina. Mają bardzo małą masę, nie uczestniczą ani w elektromagnetycznych, ani w silnych jądrowych oddziaływaniach, są zatem bardzo trudno wykrywalne. 
Istnienie gorącej ciemnej materii nie może wyjaśnić, jak pojedyncze galaktyki formowały się po Wielkim Wybuchu. Mikrofalowe promieniowanie tła takie, jak to zmierzone przez satelitę COBE, jest bardzo gładkie. Szybko poruszające się cząsteczki nie mogą zbierać się razem w tej małej skali. Aby wyjaśnić drobnoskalową strukturę Wszechświata, niezbędne jest przywołanie zimnej ciemnej materii. Gorąca ciemna materia jest obecnie zawsze dyskutowana jako część szerszej teorii ciemnej materii.